# Скрбенский из Гржиште, Лев
Лев Скрбенский из Гржиште (чеш. Lev Skrbenský z Hříště; 12 июня 1863, Хаусдорф (ныне часть Бартошовице), Австро-Венгрия — 24 декабря 1938, Длоуга-Лоучка под Оломоуцем, Чехословакия) — австро-венгерский и чехословацкий кардинал. Архиепископ Праги с 14 декабря 1899 по 18 января 1916. Архиепископ Оломоуца с 18 января 1916 по 6 июля 1920. Кардинал-священник с титулом церкви Санто-Стефано-аль-Монте-Челио с 15 апреля 1901. Кардинал-протопресвитер с 7 декабря 1928 по 24 декабря 1938.